# Premios de la Sociedad Internacional de Cinéfilos 2024
La 21ª edición de los Premios de la Sociedad Internacional de Cinéfilos se celebró el 10 de febrero de 2024. 
La cinta española Cerrar los ojos y la cinta británica Todos somos extraños han recibido la mayor cantidad de nominaciones, con 10 cada una. Le sigue con 8 menciones la francesa Anatomía de una caída.

## Premios y nominaciones

### Mejor película
| País           | Título                                 | Director            |
| -------------- | -------------------------------------- | ------------------- |
| Reino Unido    | Todos somos extraños                   | Andrew Haigh        |
| Francia        | Anatomía de una caída                  | Justine Triet       |
| Japón          | El niño y la garza                     | Hayao Miyazaki      |
| España         | Cerrar los ojos                        | Víctor Erice        |
| Argentina      | Los delincuentes                       | Rodrigo Moreno      |
| Rumania        | No esperes demasiado del fin del mundo | Radu Jude           |
| Finlandia      | Hojas de otoño                         | Aki Kaurismäki      |
| España         | Sobre todo de noche                    | Víctor Iriarte      |
| Bélgica        | Aquí                                   | Bas Devos           |
| Argentina      | El auge del humano 3                   | Eduardo Williams    |
| Vietnam        | Dentro del capullo amarillo            | Pham Thien An       |
| Estados Unidos | Los asesinos de la luna                | Martin Scorsese     |
| Italia         | La quimera                             | Alice Rohrwacher    |
| Estados Unidos | Secretos de un escándalo               | Todd Haynes         |
| Francia        | Nuestro cuerpo                         | Claire Simon        |
| Irlanda        | Pobres criaturas                       | Yorgos Lanthimos    |
| España         | Samsara                                | Lois Patiño         |
| España         | La sociedad de la nieve                | Juan Antonio Bayona |
| México         | Tótem                                  | Lila Avilés         |
| Reino Unido    | Zona de interés                        | Jonathan Glazer     |

### Resto de categorías
| Mejor director - Andrew Haigh – Todos somos extraños - Jonathan Glazer – Zona de interés - Justine Triet – Anatomía de una caída - Lila Avilés – Tótem - Radu Jude – No esperes demasiado del fin del mundo - Víctor Erice – Cerrar los ojos | Mejor actor - Andrew Scott – Todos somos extraños - Josh O’Connor – La quimera - Karim Leklou – Sons of Ramses - Koji Yakusho – Días perfectos - Manolo Solo – Cerrar los ojos - Paul Giamatti – Los que se quedan |
| Mejor actriz - Alma Pöysti – Hojas de otoño - Emma Stone – Pobres criaturas - Ilinca Manolache – No esperes demasiado del fin del mundo - Lily Gladstone – Los asesinos de la luna - Sandra Hüller – Anatomía de una caída - Teyana Taylor – Mil uno | Mejor actor de reparto - Ben Whishaw – Pasajes - Charles Melton – Secretos de un escándalo - Jamie Bell – Todos somos extraños - José Coronado – Cerrar los ojos - Mateo García – Tótem - Milo Machado Graner – Anatomía de una caída |
| Mejor actriz de reparto - Ana Torrent – Cerrar los ojos - Ana Torrent – Sobre todo de noche - Catalina Saavedra – Pudriéndose al sol - Claire Foy – Todos somos extraños - Da’Vine Joy Randolph – Los que se quedan - Julianne Moore – Secretos de un escándalo                                                                                          | Mejor reparto - Todos somos extraños - Anatomía de una caída - Asteroid City - Cerrar los ojos - La sociedad de la nieve - Tótem |
| Mejor guion original - El cielo rojo – Christian Petzold - Anatomía de una caída – Justine Triet, Arthur Harari - Cerrar los ojos – Víctor Erice, Michel Gaztambide - No esperes demasiado del fin del mundo – Radu Jude - Secretos de un escándalo – Samy Burch, Alex Mechanik - Monstruo – Yuji Sakamoto - Tótem – Lila Avilés                         | Mejor guion adaptado - Todos somos extraños – Andrew Haigh - Los asesinos de la luna – Eric Roth, Martin Scorsese - Pobres criaturas – Tony McNamara - La sociedad de la nieve – Juan Antonio Bayona, Jaime Marques, Bernat Vilaplana, Nicolás Casariego - La bestia en la jungla – Patric Chiha, Jihane Chouaib, Axelle Ropert - Zona de interés – Jonathan Glazer |
| Mejor fotografía - Todos somos extraños – Jamie Ramsay - Cerrar los ojos – Valentín Álvarez - Dentro del capullo amarillo – Dinh Duy Hung - La quimera – Hélène Louvart - Samsara – Mauro Herce, Jessica Sarah Rinland - Zona de interés – Łukasz Żal | Mejor edición - Todos somos extraños – Jonathan Alberts - Anatomía de una caída – Laurent Sénéchal - Cerrar los ojos – Ascen Marchena - No esperes demasiado del fin del mundo – Catalin Cristutiu - Oppenheimer – Jennifer Lame - La sociedad de la nieve – Andrés Gil, Jaume Martí                                                                                |
| Mejor diseño de producción - Asteroid City – Adam Stockhausen, Kris Moran - Barbie – Sarah Greenwood, Katie Spencer - Cerrar los ojos – Curru Garabal - Sobre todo de noche – Katixa Silva, Izaskun Urkijo - Los asesinos de la luna – Jack Fisk, Adam Willis - Pobres criaturas – Shona Heath, James Price, Zsuzsa Mihalek                              | Mejor banda sonora - Mil uno – Gary Gunn - Disco Boy – Vitalic - Los asesinos de la luna – Robbie Robertson - Monstruo – Ryuichi Sakamoto - El niño y la garza – Joe Hisaishi - Zona de interés – Mica Levi |
| Mejor diseño de sonido - Todos somos extraños – Joakim Sundström - Maestro – Richard King, Steve Morrow, Tom Ozanich, Jason Ruder, Dean Zupancic - Oppenheimer – Richard King, Kevin O’Connell, Gary A. Rizzo, Willie Burton - Samsara – Xabier Erkizia, Luca Rulio - El niño y la garza – Koji Kasamatsu - Zona de interés – Johnnie Burn, Tarn Willers | Mejor película animada - ¡Linda quiere pollo! – Sébastien Laudenbach, Chiara Malta - Mars Express – Jérémie Périn - Robot Dreams – Pablo Berger - Spider-Man: Cruzando el Multiverso – Joaquim Dos Santos, Kemp Powers, Justin K. Thompson - Suzume – Makoto Shinkai - El niño y la garza – Hayao Miyazaki                                                          |
| Mejor documental - Adiós Tiberíades – Lina Soualem - Orlando, mi biografía política – Paul B. Preciado - Nuestro cuerpo – Claire Simon - Retratos fantasmas – Kleber Mendonça Filho - Mentira piadosa – Asmae El Moudir - Jeunesse – Wang Bing | Mejor debut - 20.000 especies de abejas – Estibaliz Urresola Solaguren - Perro feroz – Jean-Baptiste Durand - Sobre todo de noche – Víctor Iriarte - Dentro del capullo amarillo – Pham Thien An - Vidas pasadas – Celine Song - Patagonia – Simone Bozzelli |
| Mejor intérprete revelación - Charles Melton – Secretos de un escándalo - Dominic Sessa – Los que se quedan - Ilinca Manolache – No esperes demasiado del fin del mundo - Milo Machado Graner – Anatomía de una caída - Naíma Sentíes – Tótem - Raphaël Quenard – Perro feroz - Sofía Otero – 20.000 especies de abejas                                  | |
| | |

## Películas con múltiples nominaciones
| Película                               | Nominaciones | Premios |
| -------------------------------------- | ------------ | ------- |
| Todos somos extraños                   | 10           | 4       |
| Cerrar los ojos                        | 10           | 2       |
| Anatomía de una caída                  | 8            | 3       |
| No esperes demasiado del fin del mundo | 6            | 1       |
| Zona de interés                        | 6            | 0       |
| Tótem                                  | 6            | 0       |
| Los asesinos de la luna                | 5            | 0       |
| Secretos de un escándalo               | 5            | 0       |
| El niño y la garza                     | 4            | 2       |
| Sobre todo de noche                    | 4            | 2       |
| Pobres criaturas                       | 4            | 1       |
| La sociedad de la nieve                | 4            | 0       |
| Samsara                                | 3            | 2       |
| Los que se quedan                      | 3            | 0       |
| Dentro del capullo amarillo            | 3            | 0       |
| La quimera                             | 3            | 0       |